# Wang Dahai
Wang Dahai (chinesisch 王大海, Pinyin Wáng Dàhǎi; * 18. Juni 1976) ist ein ehemaliger chinesischer Eishockeyspieler und heutiger -trainer, der zuletzt bis 2012 bei China Dragon in der Asia League Ice Hockey unter Vertrag stand.

## Karriere
Wang Dahai begann seine Karriere als Eishockeyspieler in der lokalen Eishockeymannschaft von Harbin, für die er ab 1997 in der chinesischen Eishockeyliga spielte. Ab 2004 spielte er mit der Mannschaft, die sich seit 2006 Hosa Ice Hockey Team nannte, in der Asia League Ice Hockey. 1999, 2002, 2003 und 2005 wurde er mit dem Team chinesischer Meister. 2007 schloss sich Hosa mit Changchun Fu'ao, dem zweiten chinesischen Team in der Asia League zu den China Sharks zusammen, für die Wang dann spielte und die sich 2009 in China Dragon umbenannten. Dort beendete er 2012 seine aktive Karriere.

### International
Für China stand Wang zunächst im Aufgebot für die C-Weltmeisterschaften 1998, 1999 und 2000. Nach der Umstellung auf das heutige Divisionensystem spielte der Verteidiger bei den Weltmeisterschaften der Division I 2001, 2002, 2005 und 2007 sowie der Division II 2003, 2004, 2006, 2008, 2009, 2010, 2011 und 2012. Zudem vertrat er seine Farben bei der Olympiaqualifikation für die Winterspiele in Turin 2006.

### Trainerlaufbahn
Bereits vor Ende seiner aktiven Laufbahn war Wang Assistenztrainer der chinesischen U20-Auswahl beim IIHF Challenge Cup of Asia. Nachdem er 2013 die U18-Auswahl aus dem Reich der Mitte bei der Weltmeisterschaft der Division III als Co-Trainer betreut hatte, war er ebenfalls 2013 und auch 2016 in gleicher Funktion für die Nationalmannschaft der Herren in der Division II tätig.
Auf Vereinsebene war Wang von 2012 bis 2014 Assistenztrainer bei China Dragon in der Asia League Ice Hockey.

## Erfolge und Auszeichnungen
- 1999 Chinesischer Meister mit der Mannschaft aus Harbin
- 2000 Aufstieg in die Division I bei der C-Weltmeisterschaft III
- 2002 Chinesischer Meister mit der Mannschaft aus Harbin
- 2003 Chinesischer Meister mit der Mannschaft aus Harbin
- 2004 Aufstieg in die Division I bei der Weltmeisterschaft der Division II, Gruppe A
- 2005 Chinesischer Meister mit der Mannschaft aus Harbin
- 2006 Aufstieg in die Division I bei der Weltmeisterschaft der Division II, Gruppe B
- 2013 Aufstieg in die Division II, Gruppe B, bei der U18-Weltmeisterschaft der Division III, Gruppe A (als Co-Trainer)

## Asia-League-Statistik
(Stand: Ende der Saison 2011/12)